# Real Burgos Club de Fútbol
El Real Burgos Club de Fútbol SAD es una sociedad anónima deportiva  de la ciudad de Burgos (Castilla y León, España) que actualmente no compite en ninguna categoría.
El 12 de abril de 1983 el Burgos Club de Fútbol, ante su inminente liquidación, desvinculó a su filial, el Burgos Promesas, que entre 1963 y 1973 se había denominado Burgos C.F. Aficionados, para librarlo de la liquidación y mantener sus derechos federativos. Estos se cedieron posteriormente a un club de nueva creación, el Real Burgos Club de Fútbol, fundado el 4 de agosto de 1983, que, tras conseguir los derechos federativos del ex-filial y el título honorífico por parte de la Casa Real, comenzó a competir en la temporada 1983-84 de Tercera División con nuevo nombre, con nuevos colores (el rojo carmesí y el marrón pardo, colores de la bandera de Burgos) y con un nuevo escudo (en el que se integraron algunos elementos del escudo municipal). El Real Burgos CF dejó de competir en la temporada 1995-96 tras ser condenado a quince años de inactividad por lo elevado de la deuda acumulada. Pasado ese tiempo, el club retomó su participación en una competición en la temporada 2011-12, en la categoría más baja, la Primera División Provincial Aficionados.
En septiembre de 2021 fue excluido de la Primera División Regional Aficionados de Castilla y León, en la que competía, por su incomparecencia en los partidos de las dos primeras jornadas del Grupo A. En ellos debía haberse enfrentado al Briviesca Norpetrol como visitante y al Sporting Uxama como local.

## Historia

### Primera época (1983-1996)
Las dos primeras temporadas de su corta historia compitió en el Grupo VIII de Tercera División y en ambas quedó campeón. En la primera cayó en el play off de ascenso ante el segundo filial del Barcelona, el Barcelona Amateur. En la segunda fase de ascenso consiguió el ascenso a la Segunda División B en el Estadio "El Alcoraz", a costa de la SD Huesca el día 16 de junio de 1985, en la segunda y definitiva eliminatoria.
En la Segunda División B compitió otros dos años. En un fortísimo grupo único de Segunda B, logró el ascenso a Segunda División A, ante la extinta UD Salamanca (que también optaba al ascenso) en el "Estadio Helmántico", el día 14 de junio de 1987, en la última jornada de Liga y ante más de 20 000 espectadores. Fue uno de los encuentros más memorables del fútbol castellano-leonés por la transcendencia de los puntos. La escuadra rojipardilla jugó casi toda la segunda parte con un hombre menos, pero fue capaz de obtener el gol de la victoria y del pasaporte a Segunda A en los minutos de descuento.
Las dos primeras temporadas en Segunda División fueron complicadas. El conjunto pardicarmesí se salvó del descenso y sentó las bases de lo que fue la tercera temporada consecutiva en Segunda División. Esta temporada, la 1989/90, fue sencillamente genial. El club franjipardo dominó la competición de principio a fin y consumó el ascenso a la élite del fútbol español en San Mamés, el día 6 de mayo de 1990, faltando tres jornadas para el final de la Liga ante el filial del Athletic de Bilbao, el llamado por aquel entonces Bilbao Athletic. El equipo pardicarmesí acabó cantando el alirón y la ciudad recuperó la ilusión perdida siete años antes.
Los dos primeros años en Primera División fueron los más gloriosos de la entidad rojipardilla. El Real Burgos debutó en la temporada 1990/91 en un partido en El Plantío ante el Cádiz C. F., al cual ganó por 1-0 con gol de Ivica Barbarić. Ese mismo año fue apodado el Matagigantes debido a los buenos resultados obtenidos ante los equipos más importantes de España: la doble victoria ante el Real Madrid tanto en El Plantío (2-1) como en el Santiago Bernabéu (0-1), los empates obtenidos ante el Barcelona en el Camp Nou (0-0) y ante el Atlético de Madrid en el "Vicente Calderón" (0-0) y en "El Plantío" (1-1) y los triunfos a domicilio ante los poderosos Sevilla (1-2) y Valencia (0-1). Cabe destacar en esta primera temporada en la máxima categoría la solidez defensiva del equipo rojipardo, que consiguió ser el club menos goleado de la Primera División con tan sólo 27 goles encajados en 38 partidos.
La segunda temporada del combinado pardicarmesí en la máxima categoría, la 1991/92, se saldó con un espléndido 9.º puesto. El Real Burgos se salvó del descenso varias jornadas antes de acabar el campeonato y se quedó a las puertas de la extinta Copa de la UEFA.
La temporada 1992/93, la última de la entidad rojipardilla en la élite del fútbol español, arrancó con un espectacular (4-0) ante la Real Sociedad y se puso líder en la primera jornada de la Primera División. Fue un espejismo, ya que a partir de aquí el equipo dirigido por Theo Vonk comenzó a encadenar una serie de resultados que acabaron con el equipo en las últimas posiciones, de las cuales no salió a pesar del baile de entrenadores que sufrió el club hasta el final de temporada. El equipo se despidió de la máxima categoría con un triunfo (1-0) sobre el Osasuna con gol de Loren.
El equipo descendió a Segunda División y quedó inmerso en una grave crisis económica consecuencia de un mal control del proceso de transformación del club en SAD la temporada anterior y por una muy deficiente gestión de los recursos económicos y deportivos en la primera parte de la temporada 93/94.Esto generó graves conflictos internos en la plantilla y los consiguientes resultados negativos. Al terminar la temporada el equipo descendió a Segunda B.
La imposibilidad de asumir los compromisos económicos con los jugadores de la plantilla, adquiridos por el Consejo de Administración presidido por Miguel Jerez y por Antonio Martínez Laredo, terminó con la denuncia por dichos impagos ante los órganos federativos y la consiguiente sanción de descenso de categoría hasta la Tercera División. Además, la deuda de 2000 millones de pesetas que el club arrastra llevó a la Federación Castellano-Leonesa a excluirle de la competición. Tras ese año sin competir, el club recurrió la exclusión y se le permitió cautelarmente competir en la temporada siguiente en Tercera; finalizó ésta en un cómodo décimo puesto. Sin embargo, tras esta temporada, la Justicia acabó por condenar a la entidad a quince años de inactividad por lo elevado de la deuda acumulada.

### Segunda época (2011-2021)
En el verano de 2011, tras quince años sin actividad, el presidente de la entidad Juan Antonio Gallego inscribió al club para empezar a competir en la temporada 2011/12 en la categoría más baja, la Primera División Provincial Aficionados.
El 28 de julio de 2011 se celebró la primera asamblea de accionistas tras conocer la vuelta del equipo a la competición. En la misma, se aprobó un presupuesto de 38 000 € y se dio a conocer el nombre del entrenador, Alfonso García, exentrenador del C.D. Juventud del Círculo, con una amplia experiencia en la categoría. En la 8.ª jornada y alegando motivos personales, el entrenador Alfonso García abandonó la entidad y le sustituyó Jesús Barbadillo, que debutó en la 10.ª jornada con una victoria mínima (1-0) ante la Arandina B. Tras una temporada discreta, el equipo acabó en la 5.ª posición del Grupo Sur de la Primera División Provincial Aficionados, sin obtener el ascenso.
En la temporada 2012/13, el club consigue configurar un equipo con una mezcla de jugadores jóvenes y otros más veteranos que han jugado incluso en Tercera División. Tras quedar en la primera posición del Grupo Sur de la provincial burgalesa, accedió a la liguilla de ascenso como uno de los favoritos y acabó el grupo en segunda posición detrás del Burgos CF "B". Tras varias renuncias de equipos de otras provincias, el equipo ascendió de categoría.
La temporada 2013/14, en Primera División Regional Aficionados, el club mantuvo los jugadores más importantes que consiguieron el ascenso un año antes. El equipo se mantuvo durante todo el año en la zona media-alta de la tabla, pero la novedad del año radicó en la imposibilidad del club de poder reforzarse con nuevos jugadores durante todo el año al negarle la FCyLF, presidida por Marcelino Maté, la posibilidad de dar de alta nuevas fichas de jugadores. El equipo acude a muchos partidos con los 11 jugadores justos para jugar y en un partido aplazado correspondiente a la jornada 23 ante el CD Bosco de Arévalo el club anunció que tiene únicamente 8 jugadores para afrontar dicho partido debido a sanciones y lesiones y pidió un nuevo aplazamiento al rival y a la FCyLF. El CD Bosco de Arévalo anunció que estaba de acuerdo en volver a aplazar dicho partido pero la FCyLF, por orden de Marcelino Maté, obligó a disputar el partido en la fecha indicada. El Real Burgos anunció a ambos organismos que no acudiría a dicho partido, por lo que se le sancionó con la pérdida del partido por 3-0 y con tres puntos en la tabla clasificatoria. El club denunció públicamente el penoso trato recibido por la FCyLF pero de nada sirvió, ya que el club no era bien visto por el presidente de la Federación, Marcelino Maté, que tiene además problemas personales contra el presidente del club, Juan Antonio Gallego, conocido empresario hostelero de la ciudad de Burgos.
En la temporada 2014/15, el equipo vuelve a competir en Primera División Regional Aficionados. Durante todo el año el equipo se mueve por las posiciones medio-bajas de la tabla del grupo A, acabando en el 11.º puesto, manteniendo la categoría.
En la temporada 2015/16, el equipo vuelve a competir en Primera División Regional Aficionados. Durante todo el año el equipo se mueve por las posiciones medias de la tabla del grupo A, acabando en el 7.º puesto, manteniendo la categoría.
En la temporada 2016/2017 el equipo compite una temporada más en el grupo A de la Primera División Regional Aficionados. Tras un año espectacular en el que únicamente pierde un partido de 34 disputados, el equipo acaba líder y consigue el ascenso a la Tercera División.
Durante la disputa del campeonato de Tercera de 2017-18 se produjo un hecho atípico: la Federación de Castilla y León permitió que todos los equipos con jugadores convocados para la fase final nacional de la Copa de las Regiones de la UEFA pudieran aplazar sus encuentros correspondientes a la jornada 32. La Arandina, que aportaba varios jugadores, se benefició de esta resolución de la federación y solicitó el aplazamiento de su partido contra los rojipardillos. El partido se jugó un mes después, ya con todos los jugadores disponibles para la Arandina. La derrota del Real Burgos le condenó al descenso que fue consumado unas jornadas más tarde. El equipo presentó una demanda contra el organismo territorial al entender que se había vulnerado el reglamento.
Un auto de fecha 16/08/2018 del Juzgado de Primera Instancia n.º  5 de Valladolid, estima la medida cautelar de inscribir al Real Burgos en Tercera División la temporada 2018/19. La parte dispositiva del citado Auto establece:
“Se acuerda la medida cautelar solicitada por la Procuradora Dª ECG, en nombre y representación de Real Burgos CF·SAD contra la Federación de Fútbol de Castilla y León, representada por la Procuradora de los Tribunales Dª MLG, consistente en el mantenimiento e inscripción del Real Burgos CF·SAD en el Grupo VIII de Tercera División de la Liga Nacional de Fútbol, incluyéndole a la hora de elaborar y conformar el grupo y el calendario de competición para la próxima temporada (2018/19) entre aquellos que han de disputar la misma.”
La FCYLF incorpora a la escuadra rojipardilla, con un calendario de 21 equipos, pero dos días antes del comienzo de la competición (23/08/2018), la RFEF desautoriza a la Federación Regional, ordenando retomar el calendario inicial de 20 equipos, excluyendo al Real Burgos CF·SAD. La Jueza titular del referido Juzgado requirió a la FCYLF y a su Presidente personalmente, Marcelino Maté, para que diera cumplimiento al Auto, por medio de una Providencia de fecha 27/08/2018, que tenía fuerza ejecutiva, en los términos siguientes:
"Requiérase a la FCYLF para que de cumplimiento real y efectivo a dicho Auto, y de forma personal al Presidente de dicha Federación, con apercibimiento de poder incurrir en delito contra la Administración de Justicia, y en su caso, la imposición de medidas coercitivas que fueran interesadas y se consideren oportunas y ajustadas a derecho"
El Presidente de la FCYL, Marcelino Maté, fue requerido en persona con fecha 10/09/2018 para dar cumplimiento al auto que obligaba a incluir al Burgos en la temporada 2018-19 de Tercera. Mientras tanto, la federación territorial sancionaba al equipo burgalés por no comparecer en sus partidos correspondientes a la Primera Regional.
El 7 de mayo de 2019, el club indicó en un comunicado que, dado que la RFEF había decidido excluir a la FCYLF de la organización del campeonato de Tercera a fin de "eludir el cumplimiento del auto", el Juzgado había entendido que ya no era posible incorporar al Burgos en la temporada de Tercera en curso, pero sí en la siguiente, ya que "de otro modo se generarían problemas imposibles de solventar". Por lo tanto el Real Burgos deberá ser inscrito, de manera cautelar, en el grupo VIII de Tercera División para la temporada 2019-20.
La temporada 2019-20 disputó la temporada en Tercera División pero el mes de marzo la competición se suspendió por el brote de la COVID-19, considerada pandemia global. Finalmente la propuesta de la RFEF se aprueba por unanimidad el 6 de mayo, y entre las medidas adoptadas destacan las de finalización del torneo regular dando por definitivas las clasificaciones actuales, la celebración de la promoción de ascenso en formato exprés y la supresión de descensos.
En la temporada 2021-22 el club debía disputar la Primera División Regional, en su Grupo A, pero quedó eliminado de la misma a las pocas semanas de su inicio, en septiembre de 2021, tras la incomparecencia del equipo motivada por su insolvencia económica.
El club se encuentra actualmente en proceso de liquidación desde diciembre de 2022, aunque el promotor de dicho proceso, el alcalde de Burgos, Daniel de la Rosa, prefiere guardar silencio y no se ha vuelto a saber nada de este tema.

## Datos del club
- Temporadas en 1.ª: 3
- Temporadas en 2.ª: 4
- Temporadas en 2.ªB: 2
- Temporadas en 3.ª: 6 (incluida temporada 2020-21)
- Temporadas en Copa del Rey: 10
- Mejor puesto en Primera: 9.º (1991/92)
- Peor puesto en Primera: 20.º (1992/93)
- Puesto en la clasificación histórica: 48.º
- Partidos en 1.ª: 114.
- Puntos en 1.ª: 96.
- Victorias en 1.ª: 26.
- Empates en 1.ª: 44.
- Derrotas en 1.ª: 44.
- Goles a favor en 1.ª: 101.
- Goles en contra en 1.ª: 139.
- Mayor goleada conseguida en casa en 1.ª:
  - Real Burgos CF 4 - 0 Real Oviedo (1990/91)
  - Real Burgos CF 4 - 0 CD Castellón (1990/91)
  - Real Burgos CF 4 - 0 CA Osasuna (1991/92)
  - Real Burgos CF 4 - 0 Real Sociedad (1992/93)
- Mayor goleada conseguida fuera en 1.ª:
  - Cádiz CF 0 - 2 Real Burgos CF (1991/92)
- Mayor goleada encajada en casa en 1.ª:
  - Real Burgos CF 0 - 3 CD Tenerife (1992/93)
  - Real Burgos CF 0 - 3 Rayo Vallecano (1992/93)
- Mayor goleada encajada fuera en 1.ª:
  - Valencia CF 5 - 0 Real Burgos CF (1992/93)
  - Deportivo de La Coruña 5 - 0 Real Burgos CF (1992/93)
- Máximo goleador en 1.ª: Gavril Balint (27 goles)
- Más partidos disputados en 1.ª: Agustín Elduayen (106 partidos)

## Temporadas del club
| Temporada         | Categoría                                       | Puesto      | Copa del Rey     |
| ----------------- | ----------------------------------------------- | ----------- | ---------------- |
| 1983/84           | 3.ª (Grupo VIII)                                | 1.º         | No participó     |
| 1984/85           | 3.ª (Grupo VIII)                                | 1.º         | 3.ª eliminatoria |
| 1985/86           | 2.ªB (Grupo I)                                  | 2.º         | 1/8              |
| 1986/87           | 2.ªB                                            | 4.º         | 2.ª eliminatoria |
| 1987/88           | 2.ª                                             | 13.º        | 4.ª eliminatoria |
| 1988/89           | 2.ª                                             | 14.º        | 1/16             |
| 1989/90           | 2.ª                                             | 1.º         | 1.ª eliminatoria |
| 1990/91           | 1.ª                                             | 11.º        | 4.ª eliminatoria |
| 1991/92           | 1.ª                                             | 9.º         | 1/8              |
| 1992/93           | 1.ª                                             | 20.º        | 4.ª eliminatoria |
| 1993/94           | 2.ª                                             | 19.º        | 3.ª eliminatoria |
| 1994/95           | No compitió                                     | No compitió | No compitió      |
| 1995/96           | 3.ª (Grupo VIII)                                | 10.º        | No participó     |
| 1996/97 a 2010/11 | No compitió                                     | No compitió | No compitió      |
| 2011/12           | 1.ª División Provincial Aficionados (Grupo Sur) | 5.º         | No participó     |
| 2012/13           | 1.ª División Provincial Aficionados (Grupo Sur) | 1.º         | No participó     |
| 2013/14           | 1.ª División Regional Aficionados (Grupo A)     | 9.º         | No participó     |
| 2014/15           | 1.ª División Regional Aficionados (Grupo A)     | 11.º        | No participó     |
| 2015/16           | 1.ª División Regional Aficionados (Grupo A)     | 7.º         | No participó     |
| 2016/17           | 1.ª División Regional Aficionados (Grupo A)     | 1.º         | No participó     |
| 2017/18           | 3.ª (Grupo VIII)                                | 18.º        | No participó     |
| 2018/19           | No compitió                                     | No compitió | No compitió      |
| 2019/20           | 3.ª (Grupo VIII)                                | 11.º        | No participó     |
| 2020/21           | 3.ª (Grupo VIII)                                | ??º         | No participó     |

```
LEYENDA

 :Ascenso de categoría

 :Descenso de categoría

 :Descenso administrativo
```

- 3 temporadas en Primera División
- 4 temporadas en Segunda División
- 2 temporadas en Segunda División B
- 5 temporadas en Tercera División
- 4 temporadas en 1.ª División Regional Aficionados
- 2 temporadas en 1.ª División Provincial Aficionados
- 10 temporadas en Copa del Rey

### Participaciones en Copa del Rey
| Temporada            | Ronda                    | Rival                     | Local       | Visitante | Global      |  |
| -------------------- | ------------------------ | ------------------------- | ----------- | --------- | ----------- |  |
| 1984-85              | Primera ronda            | Atlético Astorga FC       | 5-0         | 2-1       | 7-1         |  |
| 1984-85              | Segunda ronda (1/64)     | Exento                    |             |           |             |  |
| 1984-85              | Tercera ronda (1/32)     | CE Sabadell FC            | 1-0         | 0-2       | 1-2         |  |
| 1985-86              |                          |                           |             |           |             |  |
| Primera ronda        | Real Valladolid Promesas | 2-0                       | 1-1         |           |             |  |
| Segunda ronda (1/64) | UD Salamanca             | 3-1                       | 0-1         | 3-2       |             |  |
| Tercera ronda (1/32) | Real Murcia CF           | 2-1                       | 0-0         | 2-1       |             |  |
| Cuarta ronda (1/16)  | CA Osasuna               | 2-0                       | 0-1         | 2-1       |             |  |
| 1/8                  | Real Zaragoza            | 1-2                       | 0-1         | 1-3       |             |  |
| 1986-87              | Primera ronda            | CyD Leonesa               |             | 2-0       | 2-0         |  |
| 1986-87              | Segunda ronda (1/64)     | Real Valladolid Deportivo | 0-3         |           | 0-3         |  |
| 1987-88              | Primera ronda            | CyD Leonesa               | 2-0         | 0-1       | 2-1         |  |
| 1987-88              | Segunda ronda            | Real Ávila CF             | 1-0 → p ?-? | 1-2       | 2-2 → p ?-? |  |
| 1987-88              | Tercera ronda (1/64)     | UD Fraga                  | 2-1         | 1-0       | 3-1         |  |
| 1987-88              | Cuarta ronda (1/32)      | Cartagena FC              | 0-0         | 2-3       | 2-3         |  |
| 1988-89              | Primera ronda            | Deportivo Aragón          | 4-3         | 1-0       | 5-3         |  |
| 1988-89              | Segunda ronda (1/64)     | CD Mirandés               | 5-1         | 2-1       | 7-2         |  |
| 1988-89              | Tercera ronda (1/32)     | CF Sporting Mahonés       | 4-0         | 1-3       | 5-3         |  |
| 1988-89              | 1/16                     | RCD Mallorca              | 1-1         | 0-2       | 1-3         |  |
| 1989-90              | Primera ronda (1/32)     | Real Sociedad             | 1-1         | 0-1       | 1-2         |  |
| 1990-91              | Primera ronda            | Exento                    |             |           |             |  |
| 1990-91              | Segunda ronda            | Exento                    |             |           |             |  |
| 1990-91              | Tercera ronda (1/64)     | AD Ceuta FC               | 3-1         | 1-2       | 4-3         |  |
| 1990-91              | Cuarta ronda (1/32)      | Real Murcia CF            | 0-2         | 2-3       | 2-5         |  |
| 1991-92              | Primera ronda            | Exento                    |             |           |             |  |
| 1991-92              | Segunda ronda            | Exento                    |             |           |             |  |
| 1991-92              | Tercera ronda (1/64)     | Talavera CF               | 4-0         | 0-0       | 4-0         |  |
| 1991-92              | Cuarta ronda (1/32)      | CD Estepona               | 3-0         | 1-0       | 4-0         |  |
| 1991-92              | Quinta ronda (1/16)      | SD Compostela             | 2-0         | 0-1       | 2-1         |  |
| 1991-92              | 1/8                      | Real Madrid CF            | 2-1         | 0-4       | 2-5         |  |
| 1992-93              | Primera ronda            | Exento                    |             |           |             |  |
| 1992-93              | Segunda ronda            | Exento                    |             |           |             |  |
| 1992-93              | Tercera ronda (1/64)     | CD Alcoyano               | 2-1         | 3-1       | 5-2         |  |
| 1992-93              | Cuarta ronda (1/32)      | Real Valladolid Deportivo | 1-1 → p 3-4 | 1-1       | 2-2 → p 3-4 |  |
| 1993-94              | Primera ronda            | Exento                    |             |           |             |  |
| 1993-94              | Segunda ronda            | Exento                    |             |           |             |  |
| 1993-94              | Tercera ronda (1/64)     | Elche CF                  | 3-2         | 1-2       | 4-4         |  |

## Palmarés
- Segunda División (1): 1989/90
- Tercera División (2): 1983/84 y 1984/85

| Títulos oficiales                           | Nacionales        | Nacionales | Nacionales | Nacionales | Nacionales | Nacionales | Total |  |   |
| ------------------------------------------- | ----------------- | ---------- | ---------- | ---------- | ---------- | ---------- | ----- |  | - |
| Títulos oficiales                           | Real Burgos C. F. |            | 1          |            | 2          |            | Total |  | 3 |
| Datos actualizados a 15 de febrero de 2020. |                   |            |            |            |            |            |       |  |   |

## Uniforme
- Uniforme titular: Camiseta mitad rojo y mitad marrón, pantalón blanco y medias rojas.

- Uniformes alternativo: Camiseta blanca con una raya vertical en el lado izquierdo marrón, pantalón rojo y medias blancas.

## Estadio
El Real Burgos desde su fundación en el año 1983 y hasta que dejó de competir en 1996 disputó sus partidos como local en el estadio El Plantío, y posteriormente en el Estadio Luis Pérez Arribas de Pallafría.

## Jugadores, Entrenadores y Presidentes

### Plantilla y cuerpo técnico 2020/21
- En 1.ª y 2.ª desde la temporada 1995-96 los jugadores con dorsales superiores al 25 son, a todos los efectos, jugadores del filial y como tales, podrán compaginar partidos con el primer y segundo equipo. Como exigen las normas de la LFP, los jugadores de la primera plantilla deberán llevar los dorsales del 1 al 25. Del 26 en adelante serán jugadores del equipo filial.
- Como exigen las normas de la RFEF desde la temporada 2019-20 en 2.ªB y desde la 2020-21 para 3.ª, los jugadores de la primera plantilla deberán llevar los dorsales del 1 al 22, reservándose los números 1 y 13 para los porteros y el 25 para un eventual tercer portero. Los dorsales 23, 24 y del 26 en adelante serán para los futbolistas del filial, y también serán fijos y nominales.
- Los equipos españoles están limitados a tener en la plantilla un máximo de tres jugadores sin pasaporte de la Unión Europea. La lista incluye solo la principal nacionalidad de cada jugador.La lista incluye sólo la principal nacionalidad de cada jugador. Algunos de los jugadores no europeos tienen doble nacionalidad de algún país de la UE:

```
LEYENDA
 
* 
Canterano
: 
 
* 
Pasaporte europeo
: 
 
* 
Extracomunitario sin restricción
: 

* Extracomunitario: 
 
* 
Formación
: 
```

### Jugadores

#### Jugadores notables
Los siguientes futbolistas disputaron más de 30 partidos con el equipo en Primera división o fueron internacionales con sus respectivos países mientras jugaron en el Real Burgos:
- Predrag Jurić
- Anel Karabeg
- Ivica Barbarić
- Dragoslav Čakić
- Zsolt Limperger
- Michel Boerebach
- Gavril Balint
- Julian Taborda

### Entrenadores
| Temporada | Entrenador                                                                     |
| --------- | ------------------------------------------------------------------------------ |
| 1983/84   | Luis María Astorga Lete                                                        |
| 1984/85   | Javier García Verdugo                                                          |
| 1985/86   | José Antonio Irulegui Garmendia                                                |
| 1986/87   | José Antonio Irulegui Garmendia                                                |
| 1987/88   | Sergije Krešić                                                                 |
| 1988/89   | Sergije Krešić Luis María Astorga Lete                                         |
| 1989/90   | José Antonio Naya Melva                                                        |
| 1990/91   | José Manuel Díaz Novoa                                                         |
| 1991/92   | José Manuel Díaz Novoa                                                         |
| 1992/93   | Theo Vonk José Ramón Pérez Rodríguez "Monchu" Miguel Sánchez Rodríguez         |
| 1993/94   | Miguel Sánchez Rodríguez José Luis Fernández Manzanedo Luis María Astorga Lete |

| Temporada | Entrenador                                                                |
| --------- | ------------------------------------------------------------------------- |
| 1995/96   | Luis María Astorga Lete Pedro Bonell Serra Miguel Ángel Cabezón Rodríguez |
| 2011/12   | Alfonso García Ruiz Jesús Barbadillo Barbero                              |
| 2012/13   | Jesús Barbadillo Barbero Jorge Mallón Gil-Fournier                        |
| 2013/14   | Jorge Mallón Gil-Fournier                                                 |
| 2014/15   | Daniel Santos                                                             |
| 2015/16   | Daniel Santos                                                             |
| 2016/17   | Daniel Santos                                                             |
| 2017/18   | Jesús Gutiérrez Rodríguez "Guti"                                          |
| 2019/20   | Daniel Santos Ibáñez                                                      |

### Presidentes
| Temporada        | Presidente                                                           |
| ---------------- | -------------------------------------------------------------------- |
| 1983/84          | Félix Castrillo Herrera                                              |
| 1984/85          | Félix Castrillo Herrera                                              |
| 1985/86          | Antonio Marañón Sedano                                               |
| 1986/87          | Antonio Marañón Sedano                                               |
| 1987/88          | Antonio Marañón Sedano José Antonio Martínez Navarro Jesús Saiz Ruiz |
| 1988/89          | Jesús Saiz Ruiz                                                      |
| 1989/90          | Antonio Martínez Laredo                                              |
| 1990/91          | Antonio Martínez Laredo                                              |
| 1991/92          | Antonio Martínez Laredo                                              |
| 1992/93          | Antonio Martínez Laredo Miguel Jerez López                           |
| 1993/94          | Miguel Jerez López Juan Antonio Gallego Cantero                      |
| 1995/Actualmente | Juan Antonio Gallego Cantero                                         |

## Equipo titular habitual enPrimera División
| Elduayen Alejandro Villena (Tocornal) Ribera (Gonzalo) Txelis Ayúcar Barbarić Aguirre Edu Balint Jurić |
| 11 habitual en la liga 1990-91 con José Manuel Díaz Novoa de entrenador                                |

| Elduayen Alejandro Tocornal Jiménez Tamayo (Bengoechea) Ayúcar Limperger (Emilio) Barbarić Aguirre Loren (Edu) Balint (Narciso) |
| 11 habitual en la liga 1991-92 con José Manuel Díaz Novoa de entrenador                                                         |

| Elduayen Alejandro (Olaizola) Herrera Tendillo Bengoechea Boerebach Limperger (Emilio) Lito Aguirre Edu Loren (Balint)              |
| 11 habitual en la liga 1992-93 con Theo Vonk, Monchu, José Luis Fernández Manzanedo y José Miguel Sánchez Rodríguez de entrenadores |